# Тучков, Алексей Васильевич
Алексе́й Васи́льевич Тучко́в (1729—1799) — русский инженер-генерал, генерал-поручик (1785); действительный тайный советник и сенатор (1795). Отец генералов Отечественной войны братьев Тучковых.

## Биография
Родился 12 (23) февраля 1729 года.
Получив воспитание в инженерной школе, участвовал в Семилетней войне; в 1763 году был произведён в чин капитана.
В чине подполковника участвовал в действиях на Дунае и за Журжи в 1771 году был произведён в полковники.
В чине генерал-майора (1776) он состоял начальником крепостей по западной границе.
В 1785 году был вызван из Киева в Санкт-Петербург; произведён в генерал-поручики и назначен управлять инженерною и артиллерийскою частью. Состоял членом государственной Военной коллегии.
В 1788 году, перед шведской войной, он проводил осмотр и приведение в оборонительное состояние крепостей в Лифляндии и по финляндской границе.
Павел I переименовал его в действительные тайные советники, назначил сенатором (15 (26) января 1797) и пожаловал указом от 5 апреля 1798 года 800 душами в губерниях: Нижегородской, Владимирской («Арзамасского уезда, дер. Пьянишное Озеро и Селема») и Симбирской («Ардатовского уезда, село Богоявленское, Ведянцы тож»). Спустя год он умер в Москве — 20 (31) мая 1799 года; похоронен на кладбище Новодевичьего монастыря.

## Награды
- орден Святого Георгия 4-й степени (26 ноября 1781), за выслугу лет
- орден Святого Владимира 2-й степени (1786)[4]
- орден Святой Анны (8 сентября 1790)[5]

## Семья
Жена — Елена Яковлевна (1740—1818).
У Тучковых было семь сыновей; двое умерли в младенчестве, на первом же году (Василий в 1770 году, Александр в 1771 году); другие пятеро стали военными, дослужившись до генеральских званий:
- Николай Алексеевич Тучков (1765—1812) — генерал-лейтенант
- Алексей Алексеевич Тучков (1766—1853) — генерал-майор
- Сергей Алексеевич Тучков (1767—1839) — генерал-лейтенант и сенатор
- Павел Алексеевич Тучков (1776—1858) — генерал-майор, затем действительный тайный советник
- Александр Алексеевич Тучков (1778—1812) — генерал-майор.

Дочери:
- Прасковья Алексеевна Тучкова (1769—1846)
- Анна Алексеевна Тучкова (1774—1823)